# Methanococci
A Methanococci a Euryarchaeota törzsbe tartozó Archaea osztály. Az archeák – ősbaktériumok – egysejtű, sejtmag nélküli prokarióta szervezetek.

## Fordítás
Ez a szócikk részben vagy egészben  a   Methanococci című angol Wikipédia-szócikk fordításán alapul.  Az eredeti cikk szerkesztőit annak laptörténete sorolja fel. Ez a jelzés csupán a megfogalmazás eredetét és a szerzői jogokat jelzi, nem szolgál a cikkben szereplő információk forrásmegjelöléseként.

### Tudományos folyóiratok
- Cavalier-Smith, T (2002). „The neomuran origin of archaebacteria, the negibacterial root of the universal tree and bacterial megaclassification”. Int. J. Syst. Evol. Microbiol. 52 (Pt 1), 7–76. o. PMID 11837318.
- Woese, CR (1990). „Towards a natural system of organisms: proposal for the domains Archaea, Bacteria, and Eucarya”. Proc. Natl. Acad. Sci. USA 87 (12), 4576–4579. o. DOI:10.1073/pnas.87.12.4576. PMID 2112744. PMC 54159.
- (2010. július 1.) „Methanococci Use the Diaminopimelate Aminotransferase (DapL) Pathway for Lysine Biosynthesis”. Journal of Bacteriology 192 (13), 3304–3310. o. DOI:10.1128/JB.00172-10.

### Tudományos könyvek
- Boone, DR.szerk.: DR Boone: Class I. Methanococci class. nov., Bergey's Manual of Systematic Bacteriology Volume 1: The Archaea and the deeply branching and phototrophic Bacteria, 2nd, New York: Springer Verlag, 169. o. (2001. március 20.). ISBN 978-0-387-98771-2
- Garrity GM, Holt JG.szerk.: DR Boone: Phylum AII. Euryarchaeota phy. nov., Bergey's Manual of Systematic Bacteriology Volume 1: The Archaea and the deeply branching and phototrophic Bacteria, 2nd, New York: Springer Verlag, 169. o. (2001. március 20.). ISBN 978-0-387-98771-2

### Tudományos adatbázisok
- Methanococci PubMed hivatkozásai
- Methanococci PubMed Central hivatkozásai
- Methanococci Google Scholar hivatkozásai